# Theodor Lachner
Theodor Lachner (Rain am Lech 1 juli 1795 - München, 22 mei 1877) was een Duits organist en muziekleraar.

## Biografie
Lachner kwam uit een muzikale familie. Zijn vader Anton was organist. Daarnaast waren zijn drie jongere stiefbroers Franz, Ignaz en Vinzenz Lachner alle drie componisten.
Hij kreeg zijn opleiding aan het seminarie in Neuburg. Hij werkte als organist in de Sint-Petruskerk in München en vanaf 1845 als correpetitor aan het koninklijk hoftheater. Af en toe trad hij ook op als pianist in kleinere kamermuziekorkesten van de Filharmonische vereniging.
Daarnaast was hij muziekleraar, vanaf 1829 aan de onderwijsinstelling van Carl Mayer en van 1842 tot 1871 aan het koninklijke Erziehungsinstitut. Ook hij componeerde, al is zijn werk in tegenstelling tot zijn broers niet bekend geworden. Wel was hij verantwoordelijk voor het pianostuk in Macbeth van André Hippolyte Chelard (1827, uitgebracht bij Falter in München).
- Gemeinsame Normdatei: 103914617
- Virtual International Authority File: 122090871
- WorldCat: E39PBJh4x7DQqHdkbMqrbB9qwC